# Cerro Azul (Galapágy)
Cerro Azul je aktivní štítová sopka, nacházející se na jihozápadním okraji ostrova Isabela. S výškou 1640 m je to druhý nejvyšší sopečný útvar ostrova. Vrchol je tvořen kalderou s rozměry 4×5 km a hloubkou 650 m. Její dno je z větší části pokryté mladými lávovými proudy. Lávové proudy a struskové kužely také pokrývají svahy vulkánu. Přesto, že první záznamy o erupcích pocházejí pouze z roku 1932, od té doby eruptovala přibližně desetkrát, což ji řadí k nejaktivnějším sopkám souostroví.